# Tekija (gmina Paraćin)
Tekija (cyr. Текија) – wieś w Serbii, w okręgu pomorawskim, w gminie Paraćin. W 2011 roku liczyła 1266 mieszkańców.